# Villagarcía de Campos (kommunhuvudort)
Villagarcía de Campos är en kommunhuvudort i Spanien.   Den ligger i provinsen Provincia de Valladolid och regionen Kastilien och Leon, i den centrala delen av landet, 200 km nordväst om huvudstaden Madrid. Villagarcía de Campos ligger 719 meter över havet och antalet invånare är 414.
Terrängen runt Villagarcía de Campos är platt. Runt Villagarcía de Campos är det mycket glesbefolkat, med 5 invånare per kvadratkilometer. Närmaste större samhälle är Medina de Ríoseco, 16,8 km nordost om Villagarcía de Campos. Trakten runt Villagarcía de Campos består till största delen av jordbruksmark.